# Kühlenthal
Kühlenthal är en kommun och ort i Landkreis Augsburg i Regierungsbezirk Schwaben i förbundslandet Bayern i Tyskland.
Kommunen ingår i kommunalförbundet Nordendorf tillsammans med kommunerna Allmannshofen, Ehingen, Ellgau, Nordendorf och Westendorf.